# Knjaz Vladimir
Knjaz Vladimir (russisk: Кня́зь Влади́мир) er en russisk animationsfilm fra 2006 af Jurij Kulakov.